# Saint-Laurent-en-Grandvaux
Saint-Laurent-en-Grandvaux é uma comuna francesa na região administrativa de Borgonha-Franco-Condado, no departamento de Jura. Estende-se por uma área de 17,57 km². Em 2010 a comuna tinha 1 843 habitantes (densidade: 104,9 hab./km²).